# ファイアンス焼き

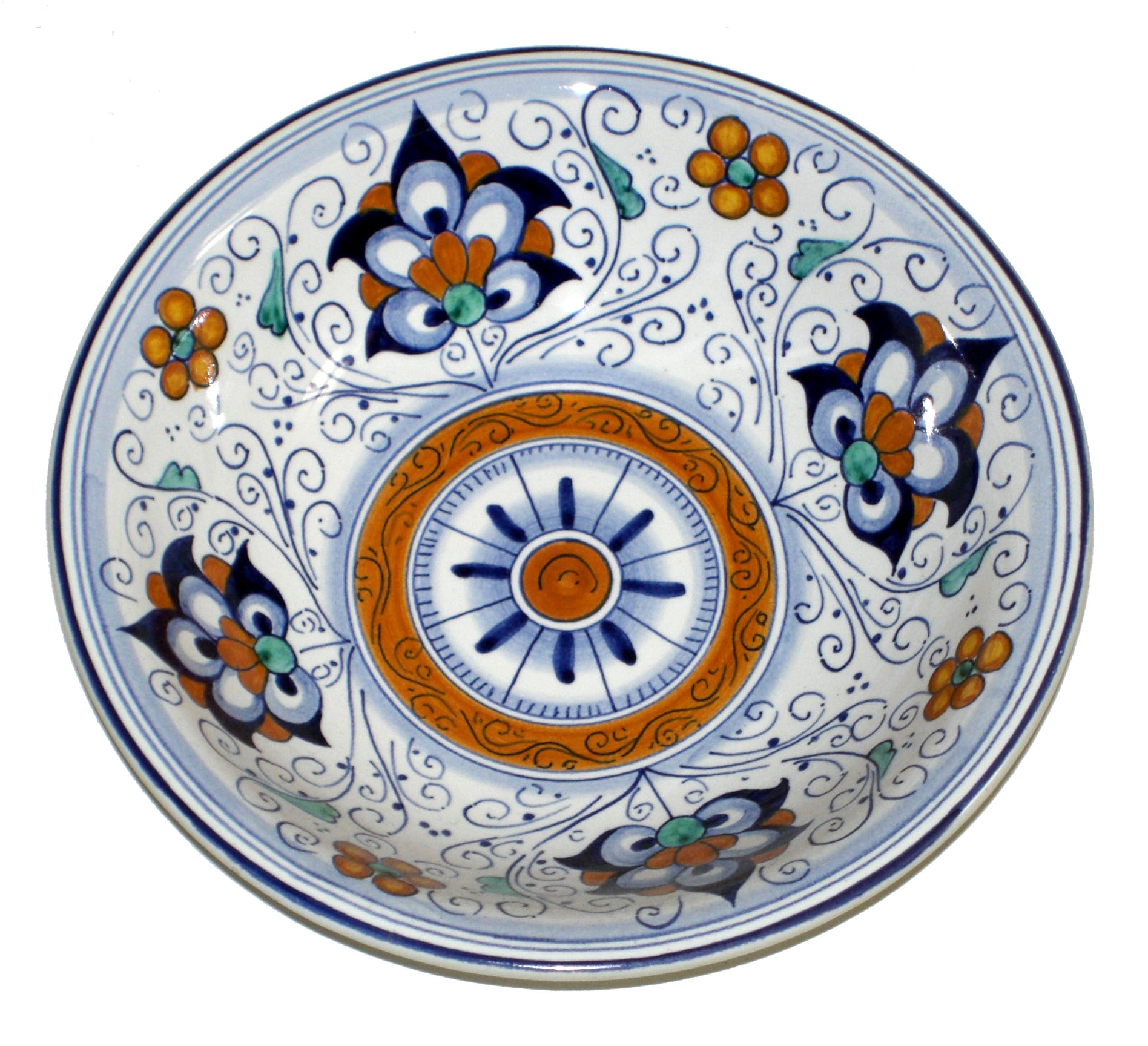
伝統的な模様が描かれた錫釉陶器（マヨリカ焼き）。ファエンツァ製

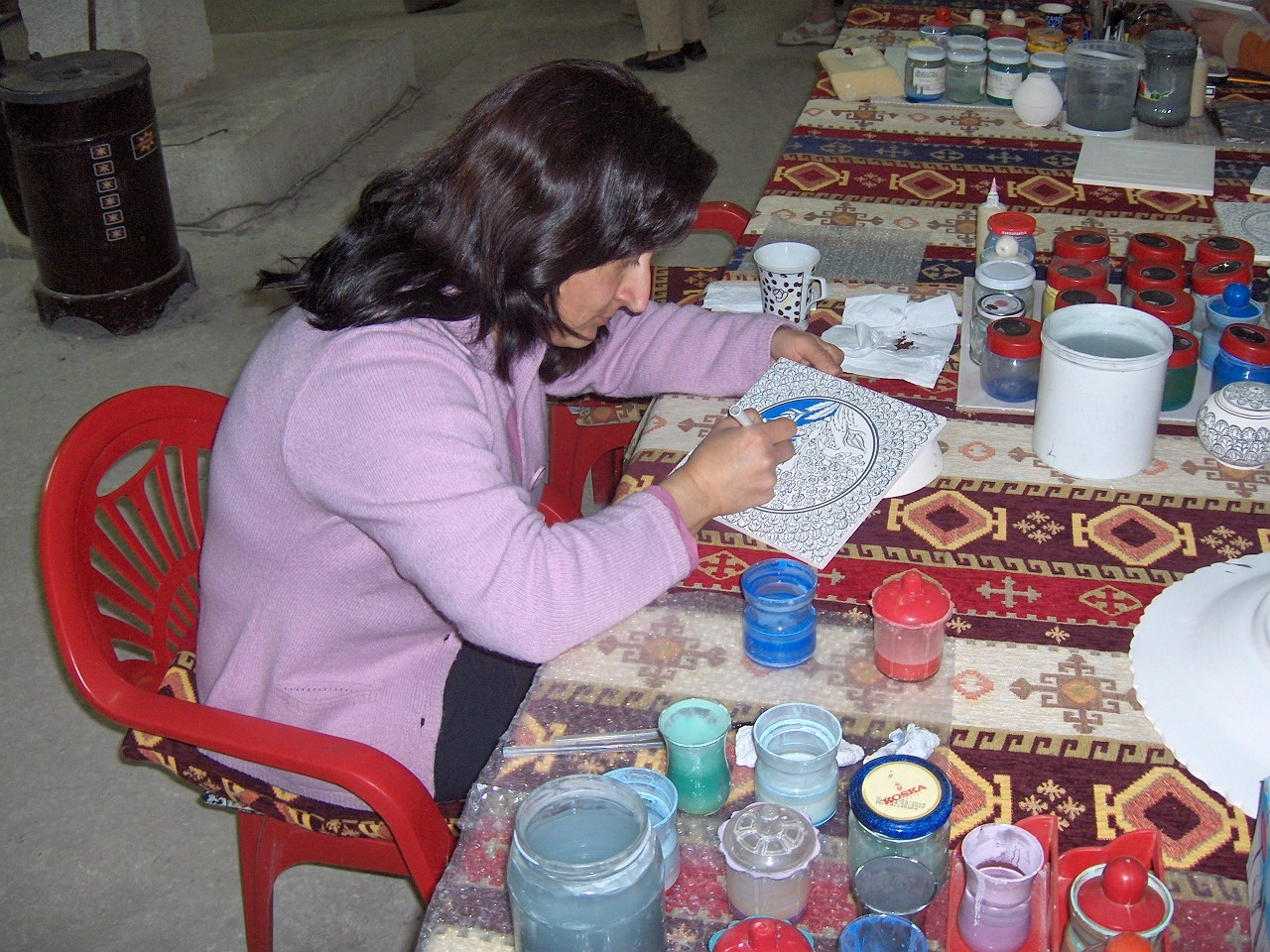
窯で焼く前に皿の絵付けをしているところ（トルコ、カッパドキア）

ファイアンス焼き（ファイアンスやき、faience）とは、繊細な淡黄色の土の上に錫釉をかけた陶磁器を指す。北イタリアのファエンツァが名称の由来である。酸化スズを添加することで絵付けに適した白い釉薬が考案され、陶芸は大きく発展することになった。この発明はイランまたは中東のどこかで9世紀より以前になされたと見られている。錫釉陶器を焼くには1000℃以上の温度となる窯が必要である。
技術的には錫釉陶器であっても例えば16世紀フランスのサン・ポルシエール（焼き）はファイアンス焼きではない。しかし、一般にはあまり厳密に区別することはない。

## 歴史

### 古代
「ファイアンス焼き」という言葉は拡大解釈され、紀元前4000年の古代エジプトやインダス文明で見られる釉薬を使った陶製のビーズにも使われることがある。他にもクレタ島のミノア文明にも同様の出土品があり、クノッソス遺跡でも見つかっている。

### 地中海西部
ムーア人がアンダルスに錫釉陶器の技法をもたらし、この地で金属釉の技法が完成した。アンダルスのそうした陶器は一部はバレアレス諸島経由で、一部は直接イタリアに輸出された。
マヨリカ焼きの名はマヨルカ島に由来し、そこが中世スペインのアラゴン王国からイタリアへの錫釉陶器輸出の経由地だったことに由来する。その多くはムーア人が生産していた。
イタリアでも14世紀ごろから錫釉陶器が生産され始め、15世紀末から16世紀初頭にピークを迎えた。このイタリア製ファイアンス焼きもマヨリカ焼きと呼ばれている。「ファイアンス」という呼称はラヴェンナ近郊のロマーニャ地方にあるファエンツァのフランス語名であり、その地で白地のマヨリカ焼きが15世紀初めから輸出用に生産されていた。

### フランスと北ヨーロッパ
錫釉陶器を北方で最初に真似たのはオランダである。ファイアンス焼きの一種であるデルフト焼きはホラント州デルフト周辺で16世紀初頭から生産されたもので、中国から輸入した白地に青の磁器（青花）や日本の古伊万里染付の影響を受けて、白地に青の絵付けを特徴とした。模様自体は Dutch décor と呼ばれる独特のものが発展した。
イギリスにもデルフト焼きが伝わり、ロンドンのテムズ川南岸のランベスなどで16世紀後半に生産された。薬屋で薬を保管する壷などを作っている。ロンドンで陶芸工房を開いた人の多くはフランドル人だった。18世紀後半にはより安価なクリームウェアが取って代わるようになった。
オランダ人はドイツにもファイアンス焼きを定着させた。最初の工房は1661年にハーナウに作られ、1662年にはホイゼンシュタムにでき、すぐにフランクフルト・アム・マインにも広まった。

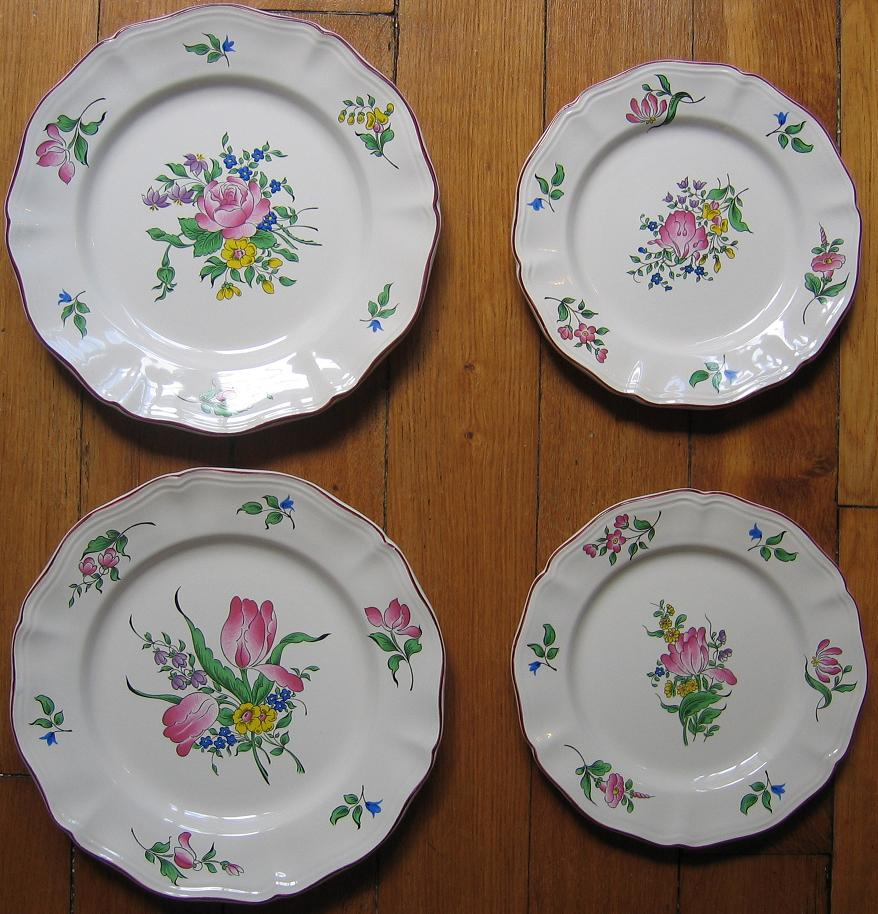
リュネヴィルのファイアンス焼き

フランスでのファイアンス焼きの中心地はカンペールで、他にルーアン、ストラスブール、リュネヴィル、ニーデルヴィレー、サルグミーヌなどで生産された。

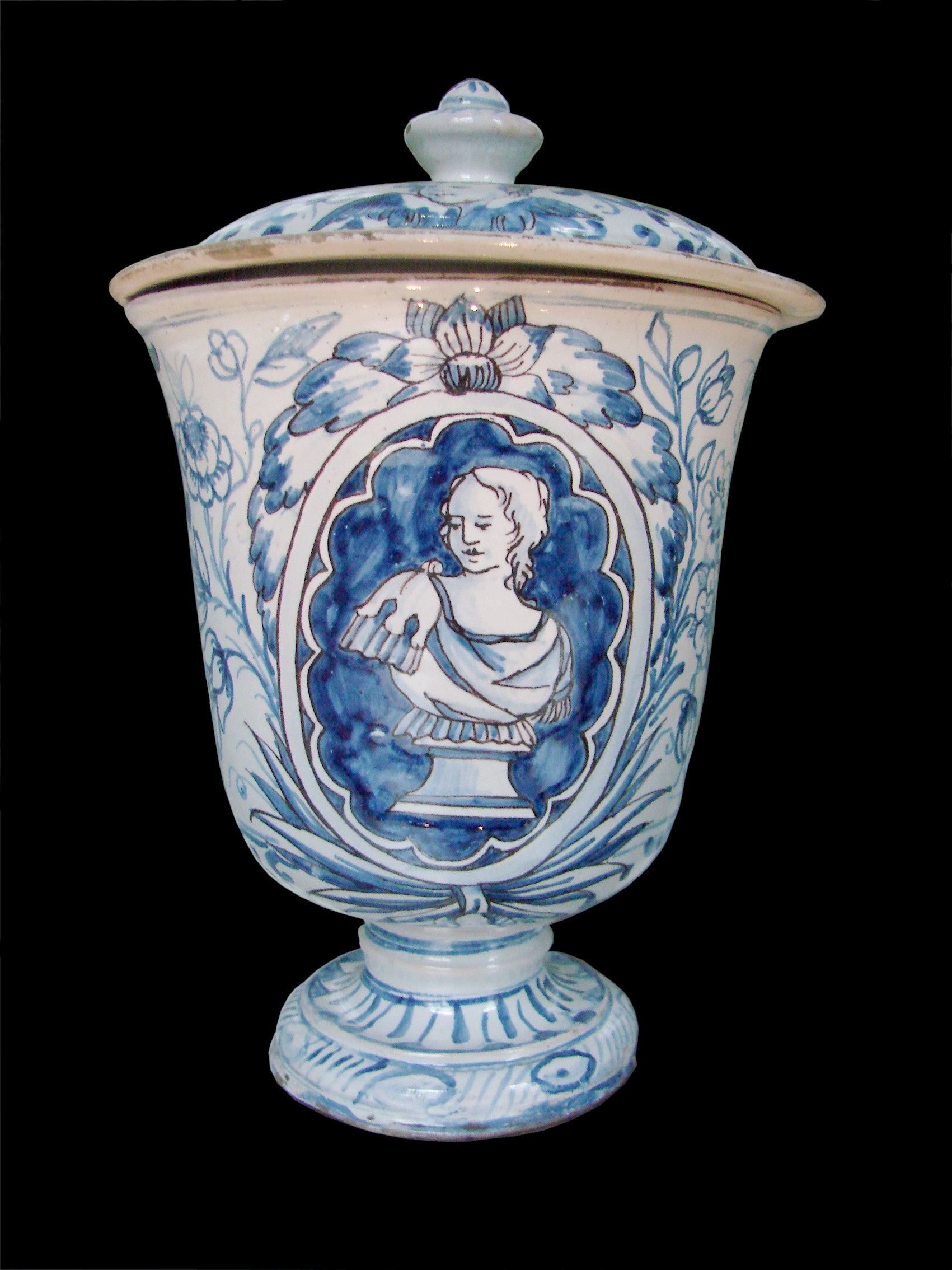
リグーリアの18世紀中ごろの陶器。オランダやフランスのものに逆に影響されたもの。リール美術館

フランスのファイアンス焼き工房では何も印をつけなかったため、その鑑定には陶器本体の特徴、釉薬の特徴や色、装飾のスタイルなどを考慮する必要がある。faïence blanche は装飾のない白さが特徴である。faïence parlante は標語がバナー風に描かれているのが特徴である。薬局用の容器は中身が何であるかをラテン語の略称で書いてある。Faïence patriotique はフランス革命のころに流行したもので、団結などを標語として描いている。
18世紀末、より安価な陶磁器が市場を席巻するようになり、ファイアンス焼きは衰退した。19世紀初めには釉薬を使わなくとも表面がガラス化するような高温で焼くストーンウェア（炻器）が登場し、ファイアンス焼きはさらに脇に押しやられることになった。

### 復活
1870年代、イギリスでの耽美主義運動により、ファイアンス焼きのよさが見直され、ミントンやウェッジウッドといった大手の製陶業者がファイアンス焼きに再び手を出すようになった。